# Levenhookia
Levenhookia is een geslacht uit de familie Stylidiaceae. Het geslacht telt tien soorten die endemisch zijn in Australië. De soorten komen uitsluitend voor in West-Australië, op enkele uitzonderingen na. Zo strekt het verspreidingsgebied van Levenhookia pusilla zich uit tot in Zuid-Australië, die van Levenhookia dubia tussen Zuid-Australië en Victoria en New South Wales, die van Levenhookia sonderi alleen in Victoria en Levenhookia chippendalei alleen in het Noordelijk Territorium.

## Soorten
- Sectie Coleostylis Mildbr.
  - Levenhookia chippendalei F.L.Erickson & J.H.Willis
  - Levenhookia octomaculata F.L.Erickson & J.H.Willis
  - Levenhookia preissii (Sond.) F.Muell.
  - Levenhookia stipitata (Sond.) F.Muell.
- Sectie  Estipitatae Mildbr.
  - Levenhookia dubia Sond.
  - Levenhookia leptantha Benth.
  - Levenhookia sonderi (F.Muell.) F.Muell.
- Sectie Levenhookia R.Br.
  - Levenhookia pauciflora Benth.
  - Levenhookia pulcherrima Carlquist
  - Levenhookia pusilla R.Br.